# Netball
A netball egy sportág; olyan labdajáték, amelyet két hétfős csapat játszik. Főleg a Nemzetközösség tagállamaiban űzik, elsősorban nők.

## Története
Miután 1891-ben megkezdődött a kosárlabda sportág története, már a századforduló előtt olyan könnyítéseket vezettek be, amelyek nők számára is vonzóvá tették ezt játékot. A később önálló sportágként elismert labdajáték a netball nevet kapta.
A netballnak mint önálló sportágnak 1960-ban rögzítették a szabályait. Az INF Netball Világkupát 1963 óta rendezik meg. A sportág 1998-ban bekerült a Nemzetközösségi játékok versenyszámai közé. 
A sportágnak nemzetközi szövetsége is van (INF). 